# Adélaïde xứ Orléans
Louise Marie Adélaïde Eugénie xứ Orléans, (Paris, 23 tháng 8 năm 1777 –  31 tháng 12 năm1847) là một Tông nữ Pháp, con gái của Louis Philippe II xứ Orléans (1747-1793), Công tước xứ Orléans và Louise Marie Adélaïde de Bourbon, «Dức nữ xứ Penthièvre». Bà là em gái út của nhà vua Pháp, Louis Philippe I, mà bà cũng luôn là người bạn tận tâm nhất của nhà vua.

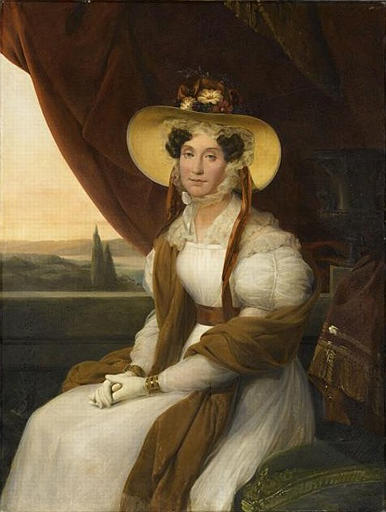
Adélaïde của xứ Orléans – tranh của Auguste của xứ Creuse, năm 1838

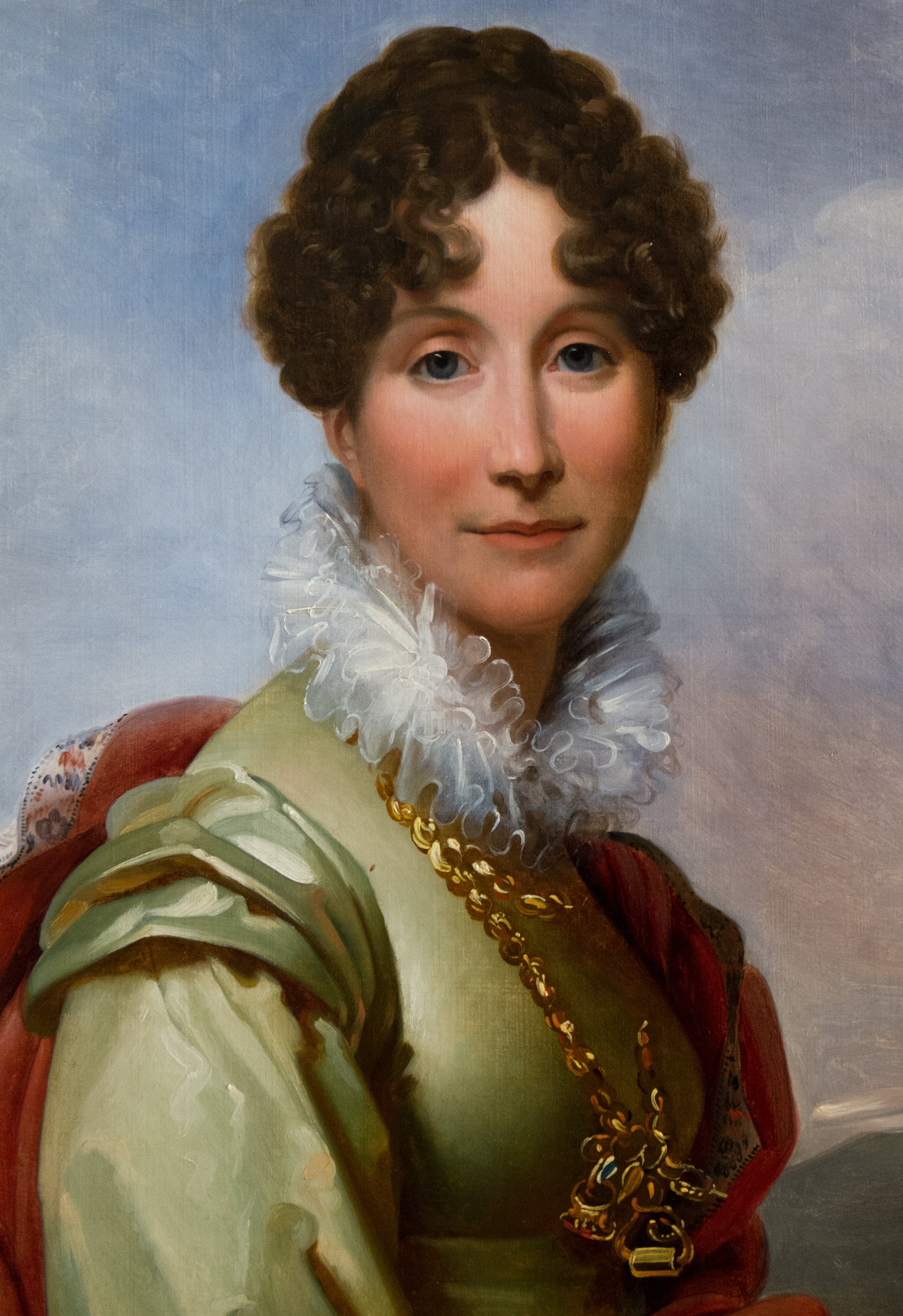
Adélaïde xứ Orléans, trích từ một phần bức họa của François Gérard (1770-1837) vẽ vào khoảng năm 1820 theo lời đề nghị của Louis Philippe I đặt trong cung điện Châu Âu, thuộc quyền sở hữu của CMN. Nguyên bản của bức tranh này là của Gérard, bị phá hủy ở Tuileries, khi Chế độ quân chủ tháng Bảy sụp đổ

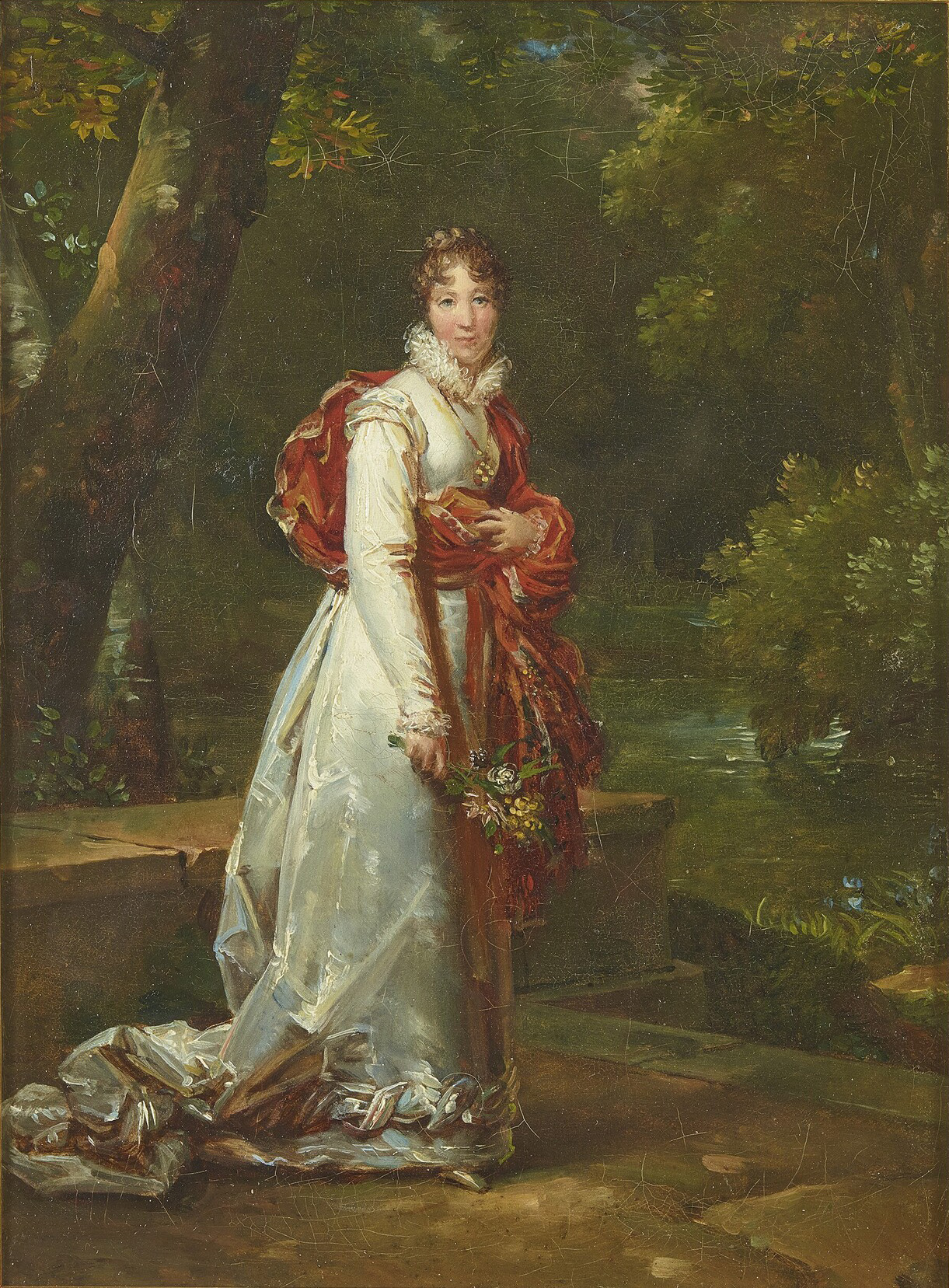
Adélaide de Orléans

Bà và anh trai cùng được giáo dục bởi phu nhân Genlis với những ý tưởng triết lý, bà bị bắt buộc phải tạo nhiều mối quan hệ với nhiều người và dưới thời kì Phục hưng, điều đó góp phần tập hợp xung quanh người anh bà những người ưu tú nhất của phe giải thể, rồi, đến năm 1830, anh trai bà quyết định vui lòng đón nhận ngai vàng.
Là một người phụ nữ thông minh, bà đã tạo dựng được một vị trí quan trọng trong tinh thần của Louis Philippe: người ta đặt biệt danh cho bà là một tiên nữ Nymphơ nổi tiếng tên Égérie. Bà để lại một phần tài sản lớn để truyền lại cho con cháu của mình.